# Julia Maria Koszewska
Julia Maria Koszewska (ur. 19 lipca 1982 w Warszawie) – polska bibliotekarka, działaczka społeczna zaangażowana w dialog międzyreligijny i międzykulturowy.

## Życiorys
Córka Iwony i Waldemara Koszewskich.
W 2001 ukończyła XXVII Liceum Ogólnokształcące im. Tadeusza Czackiego w Warszawie. W latach 2001–2003 studiowała na Uniwersytecie Jagiellońskim (religioznawstwo 2001–2003) oraz Uniwersytecie Warszawskim, gdzie uzyskała tytuł licencjata (2006) oraz magistra (2008) w zakresie bibliotekoznawstwa i informacji naukowej. W 2020 obroniła na UW doktorat w dyscyplinie nauk socjologicznych pt. Memory of the Holocaust in the Process of Shaping Collective Identity. Education in National Museums in Poland and Israel after 1995 (promotorka – Aneta Gawkowska). W latach 2009/10 prowadziła na Uniwersytecie Warszawskim (ISNS) zajęcia z socjologii moralności oraz „Dylematy wartości w społeczeństwach multikulturowych Europy”, a także seminarium wyjazdowe „Auschwitz jako wyzwania dla współczesnego społeczeństwa”.
Członkini Europejskiego Towarzystwa Socjologicznego (ESA) – od 2011, Europejskiego Towarzystwa Studiów Żydowskich (EAJS) – od 2010. Członkini ECIC – europejskiej sieci chrześcijańskich profesjonalistów teleinformatyki.
Od 2008 do 2017 pracowała w bibliotece działu dokumentacji Zachęty – Narodowej Galerii Sztuki. Współautorka programu otwartości w Zachęcie. W 2013 zainicjowała i koordynowała pierwszą w Polsce konferencję openGLAM: „OpenGLAM 2013. Otwarte zasoby kultury”.
Od 2017 pracuje w OBWE ODIHR.
Od 1994 członkini (a od 2000 członkini zwyczajna) warszawskiego Klubu Inteligencji Katolickiej. W roku 2005/06 członkini zarządu sekcji studenckiej. Od 2001 do 2012 koordynatorka ds. zagranicznych oraz ds. dialogu ekumenicznego i międzynarodowego w KIKu. W kadencji 2008–2010 członkini prezydium zarządu, a w następnej: 2010–2012 wiceprezes KIKu. W latach 2005–2007 członkini zarządu, a w latach 2007–2008 Koordynatorka Europejska (p.o. Sekretarza Generalnego) JECI-MIEC European Coordination – europejskiej federacji studenckich i młodzieżowych organizacji katolickich. W latach 2006–2008 członkini Międzyreligijnej Grupy Eksperckiej przy Europejskim Forum Młodzieży. W latach 2007–2008 członkini Komisji ds. Młodzieży w Polskiej Radzie Ekumenicznej. W latach 2008–2012 w europejskim zarządzie Pax Romana – Międzynarodowa Federacja Intelektualistów Katolickich. W 2008 założyła Europejską Sieć Młodzieżowych Organizacji Wyznaniowych (EIYN), gdzie do końca 2013 pełniła funkcję członkini zarządu. W latach 2009–2013 w zarządzie RfP-Europe – europejskiej federacji organizacji międzyreligijnych. W 2011 została wybrana członkinią Europejskiej Rady Liderów Religijnych, którą to funkcję pełniła aż do swojej rezygnacji w grudniu 2013.
Od 2001 zajmuje się genealogią żydowską (m.in. dla JewishGen). Wykonywała też kwerendy do wystawy stałej Muzeum Historii Żydów Polskich. Współzałożycielka (w 2005) Stowarzyszenia Żydowskie Motywy (od 2013 członkini komisji rewizyjnej stowarzyszenia).
W 2013 współproducentka filmu „Syrena” w reżyserii Jonah Bleichera na podstawie opowiadania pod tym samym tytułem, autorstwa Etgara Kereta.
W okresie Pomarańczowej Rewolucji na Ukrainie (2004–2005) członkini Inicjatywy Wolna Ukraina. Od lutego 2014 aktywna członkini Komitetu Obywatelskiego Solidarności z Ukrainą (KOSzU). Koordynowała obchody Sorokowego Dnia – dnia pamięci ofiar Majdanu. Od kwietnia 2014 do 2016 reprezentowała KOSzU w zespole ds. pomocy na rzecz Ukrainy w Ministerstwie Pracy i Polityki Społecznej.
Zaangażowana w działania na rzecz pokoju oraz regulacje prawne zbrojeń. W 2012 koordynatorka kampanii „Polska Wolna od Min”, która doprowadziła do ratyfikacji przez Polskę Traktatu Ottawskiego.
W okresie od 2012 do marca 2013 członkini rady Fundacji ePaństwo. Współorganizowała 1. edycję Personal Democracy Forum – Central and Eastern Europe (PDF-CEE).
Od 2009 należy do stowarzyszenia Wikimedia Polska, w latach 2014–2020 wchodziła w skład sądu koleżeńskiego. Wiceprezeska stowarzyszenia WMPL od czerwca 2022.
Od 2014 członkini rady Fundacji Nowoczesna Polska, od 2015 przewodnicząca rady.

## Wybrane publikacje
- Living Faiths Together. Tool kitt on interreligious dialogue in youth work[32][33] [współautorka], red. Daniel Kunz, Youth Forum Jeunesse, Brussels 2008, ISBN 978-92-990049-7-5.
- The Trinity: Religion, Culture and Identity. The known and unknown, [w:] Coyote Magazine no 13, Rada Europy & Komisja Europejska, Strasburg 2008;
- Audyt informacyjny, w: Organizowanie Środowiska Informacji i Wiedzy [współautorka wraz z dr Marią Przastek-Samokową] (seria naukowa: Miscellanea Informatologica Varsoviensia), SBP Warszawa 2008, ISBN 978-83-89316-91-2.
- raport Internet i nowe technologie w zapobieganiu samobójstwom[34] [współautorka wraz z Iwoną Koszewską i Markiem Średniawą], Fundacja – Profilaktyka, Prewencja, Leczenie – Cumulus dla Ministerstwa Administracji i Cyfryzacji, Warszawa 2014.

## Odznaczenia i nagrody
W 2012 podczas uroczystości 90-lecia ruchu Pax Romana w Kolonii została odznaczona odznaką zasłużonych działaczy studenckiego ruchu katolickiego, a w 2013 w Warszawie – Srebrnym Krzyżem Zasługi.